# Formula pătratică
În algebra elementară, formula pătratică este o formulă care oferă soluțiile unei ecuații pătratice, numită și ecuație de gradul al doilea. Alte metode de rezolvare a unei ecuații pătratice, cum ar fi completarea pătratului, dau aceleași soluții.
Având în vedere o ecuație pătratică generală de forma {\displaystyle ax^{2}+bx+c=0,} cu {\displaystyle x} reprezentând o necunoscută, și coeficienți {\displaystyle a,} {\displaystyle b,} și {\displaystyle c} reprezentând numere reale sau complexe cunoscute cu {\displaystyle a\neq 0,} valorile de {\displaystyle x} satisfacerea ecuației, numite rădăcini sau zerouri, poate fi găsită folosind formula pătratică,
unde simbolul plus-minus „ {\displaystyle \pm } ” indică faptul că ecuația are două soluții. Scrise separat, acestea sunt:
Numărul {\displaystyle \Delta =b^{2}-4ac} este cunoscută ca discriminantul ecuației pătratice. Dacă coeficienții {\displaystyle a,} {\displaystyle b,} și {\displaystyle c} sunt numerele reale, atunci:
- când {\displaystyle b^{2}-4ac>0,} ecuația are două rădăcini reale distincte;
- când {\displaystyle b^{2}-4ac=0,} ecuația are o rădăcină reală repetată(se consideră aceeași soluție, dar este scrisă repetat în mulțimea soluțiilor S) și
- când {\displaystyle b^{2}-4ac<0,} ecuația are două rădăcini complexe distincte, care sunt conjugate complexe între ele.

Geometric, rădăcinile reprezintă valorile lui {\displaystyle x} la care graficul funcției {\displaystyle y=ax^{2}+bx+c,} o parabolă, traversează axa {\displaystyle x}. Formula pătratică mai poate fi folosită și pentru a identifica axa de simetrie a parabolei.